# Alexander Zhdanov
Pour les articles homonymes, voir Jdanov.
Alexander Zhdanov (né le 18 janvier 1985 à Tcheliabinsk) est un coureur cycliste russe.

## Palmarès
- 2007
  - Circuit de Cesa
- 2008
  - 2e de la Medaglia d'Oro Pietro Palmieri
  - 2e de la Coppa in Fiera San Salvatore
  - 3e du Circuit de Cesa
- 2009
  - Trofeo San Serafino
  - 2e de la Coppa Guinigi
  - 2e du Trofeo Festa Patronale
- 2010
  - Medaglia d'Oro Pietro Palmieri
  - Trofeo Città di Lastra a Signa
  - Gran Premio Madonna delle Grazie
  - Coppa in Fiera San Salvatore
  - 2e du Gran Premio Sportivi Poggio alla Cavalla
  - 2e de Florence-Viareggio
  - 3e du Circuit de Cesa
  - 3e du Trofeo San Serafino
- 2014
  - 2e du championnat de Russie de la montagne
- 2015
  - 2e étape du Friendship People North-Caucasus Stage Race
- 2016
  -  Champion de Russie du critérium

## Classements mondiaux
| Année           | 2007 | 2008 | 2009 | 2010 | 2011 | 2012 | 2013 | 2014 | 2015 |
| --------------- | ---- | ---- | ---- | ---- | ---- | ---- | ---- | ---- | ---- |
| UCI Europe Tour | 677e | 812e | 717e |      |      | 924e | 589e | 693e | 988e |